# زیستن (فیلم ۱۹۵۲)
زیستن (به ژاپنی: 生きる) (Ikiru) چهاردهمین فیلم آکیرا کوروساوا است که در سال ۱۹۵۲ میلادی ساخته شده‌است. فیلم دربارهٔ کشمکش‌های درونی یک کارمند اهل توکیو دربارهٔ معنی زندگی است. کارمندی که سی سال کار یکنواخت، هر نوع جاه‌طلبی و آرمانی را در او خفه کرده و حال درمی‌یابد که چیزی به مرگش باقی نمانده‌است.
کوروساوا داستان آن را از مرگ ایوان ایلیچ نوشته لئو تولستوی برداشت کرده‌است. این فیلم به صورت سیاه و سفید ساخته شده‌است.
این فیلم به دلیل نگاه اجتماعی و دقت و موفقیت کوروساوا در شخصیت‌پردازی، یکی از مهم‌ترین کارهای اوست. اگر به این گفته آلن کستی معتقد باشیم که «شخصیت فیلم‌های کوروساوا همواره به دنبال یافتن معنی و مفهوم زندگی است…» فیلم زیستن را نمونه‌ای کامل از کوروساوا در جهت این معنا می‌یابیم.
در سال ۲۰۰۷، تی‌وی آساهی نسخه‌ای از آن را دوباره ساخت که برخی از شخصیت‌ها و گفتمان‌های آن تغییر کرده بود.

## داستان
کانجی واتانابه (با بازی تاکاشی شیمورا)، کارمند میان‌سالی است که سی سال از عمر خود را در یک شغل خسته‌کننده اداری گذرانده‌است و اینک رئیس بخشی کوچک در شهرداری است. همسر او مرده و با پسر و عروسش زندگی می‌کند.
پس از اینکه درمی‌یابد به سرطان معده دچار گشته و کمتر از یکسال دیگر زنده‌است دچار پریشانی می‌شود. ابتدا قصد دارد به پسرش بگوید اما با بی‌توجهی او پشیمان می‌شود. پس از آشنایی با یک نویسنده عجیب، به خوشگذرانی روی می‌آورد ولی پس از یک شب می‌فهمد که این نیز درمان پریشانی او نیست.
او در روز بعد، تویو را می‌بیند که از کارمندان زیردستش است و امضای او را برای استعفا می‌خواهد. او از کارش خسته شده و به دنبال کار دیگری است. شادمانی و اشتیاق او به زندگی، واتانابه را به خود جذب می‌کند و سعی می‌کند زمان بیشتری را با تویو بگذراند. پس از مدتی تویو به نیت او مشکوک شده و از او می‌خواهد که او را رها کند. واتانابه بالاخره می‌گوید که به اشتیاق و شادی او علاقه‌مند است و می‌خواهد همانند او شاد باشد. تویو به او پیشنهاد می‌کند که در زندگی هدفی داشته باشد و کاری را انجام دهد که او را شاد می‌کند.
با شنیدن سخنان تویو، واتانبه درمی‌یابد که هنوز امیدی هست. او بقیه مدت عمر خود را صرف راضی کردن بوروکراسی اداری برای تبدیل حوضچه‌ای آلوده به یک پارک کودکان می‌کند.
بخش سوم پس از مرگ واتانابه را نشان می‌دهد که کارمندان زیردستش در مراسم سوگواری او در جستجوی دلیلی هستند که اشتیاق او را برای ساختن پارک کودکان دریابند. آن‌ها سرانجام درمی‌یابند که واتانابه از مرگ خود خبر داشته‌است. این امر باعث می‌شود که آن‌ها هم‌قسم شوند که از این پس همچون او پیگیر مشکلات مردم باشند. اما می‌بینیم که در روز پسین، همگی قول خود را فراموش می‌کنند.
یکی از صحنه‌های نمادین فیلم، شب پایانی عمر واتانابه است که در شبی برفی بر روی طناب بازی کودکان در پارک نشسته و آواز گوندولا نو اوتا را با آرامش و شادی می‌خواند. دقایقی بعد، پلیسی جسد او را پیدا می‌کند.

## بازیگران
فهرست برخی از بازیگران این مجموعه در زیر آمده‌است.
| بازیگر            | نقش                                  |
| ----------------- | ------------------------------------ |
| تاکاشی شیمورا     | کانجی واتانابه                       |
| شینیچی هیموری     | کیمورا                               |
| هارو تاناکا       | ساکای                                |
| مینورو چیاکی      | نوگوچی                               |
| بوکوزن هیداری     | اوهارا                               |
| میکی اوداگیری     | تویو اوداگیری (کارمند)               |
| کاماتاری فوجیوارا | اونو (رئیس بخش)                      |
| ماکوتو کوبوری     | کیچی واتانابه (برادر کانجی واتانابه) |
| کومکو اورابه      | تاتسو واتانابه (همسر برادر کانجی)    |
| نوبو کانه‌کو       | میتسو واتانابه (پسر کانجی)           |
| کیوکو سکی         | کازوئه واتانابه (همسر پسر کانجی)     |
| یوسونوکه ایتو     | نویسنده                              |
| نوبو ناکامورا     | معاون شهردار                         |
| سیجی میاگوچی      | رئیس یاکوزا                          |
| تورانوسوکه اوگاوا | رئیس بخش پارک‌ها                      |
| ایچیرو چیبا       | مأمور پلیس                           |

## بازخوردها
این فیلم دارای امتیاز ۱۰۰٪ مثبت از ۳۰ نقد در تارنمای راتن تومیتوز است.
در فهرست ۵۰۰ فیلم برتر که در سال ۲۰۰۸ در مجله امپایر چاپ شد، در رتبه ۴۵۹ جای گرفته‌است. و در فهرست ۱۰۰ فیلم برتر تاریخ سینما که در سال ۲۰۱۰ در همین مجله چاپ شد به رتبه ۴۴ دست یافته‌است.
راجر ایبرت این فیلم را یکی از بهترین فیلم‌هایی که دیده خوانده و در سال ۱۹۹۶ گفته: «در طول این سال‌ها هربار که این فیلم را دیده‌ام مرا تکان داده و به فکر فرو برده‌است. هرچه سنم بیشتر می‌شود واتانابه را کمتر پیرمردی رقت‌انگیز می‌بینم و او را فردی عادی همچون دیگران می‌بینم.»
آندره بازن می‌گوید «زیستن» مشخصا یک فیلم ژاپنی است ولی همان‌قدر که فیلم «ام» فریتز لانگ آلمانی‌ست و همشهری کین ولز، آمریکایی: این‌که همه‌شان مختص فرهنگ خودشان هستند و در عین حال از منظر انسان‌گرایانه‌ای که نشان می‌دهند، جهانی‌اند.
دان اشنایدر می‌گوید: ایکیرو فیلمی عالیست و شیمورا (بازیگر نقش کانجی) نیز به خوبی از عهده نقش خود برآمده و روش تحمیل خواسته‌اش بر یاکوزاها، بوروکرات‌ها و سیاست‌مدارها به زیبایی نشان داده شده‌اند؛ او در راهی همچون راه قهرمان فیلم راشومون گام برمی‌دارد. اگرچه دو بخش اول فیلم که در آن کانجی هنوز زنده‌است ممکن است در دنیای هالیوود مشابه‌هایی داشته باشد اما بخش سوم و نهایی فیلم که به منازعه‌ای در باب زندگی، هنر، هدف‌گرایی و معنا می‌پردازد در دنیای هالیوود سابقه‌ای ندارد؛ این شجاعت و عمق فیلم ایکیرو است که آن را بر خرده فیلم‌های ساخته شده پس از آن برتری می‌دهد. حتی همشهری کین نیز نتوانسته در روایت به شجاعت ایکیرو برسد. کوروساوا با نشان دادن تصویر پرتو ایکس گرفته شده از شکم کانجی می‌خواهد به ما بگوید که تمام این‌ها به خاطر چند سلول است که فراموش کرده‌اند چطور به‌درستی رفتار کنند. بدون آن سرطان، کانجی هیچگاه چنین روشن‌بین نمی‌شد.
بن لیاونت در نقد دونفره فیلم به همراه دان جاردین می‌گوید: ایکیرو انفجار افسردگی هستی‌گرایانه است. تمام فیلم پر از دلتنگی‌های اخلاقی است. ما در این فیلم در قلمروی آلبر کامو قرار داریم. نه تنها کاموی افسانه سیزیف، بلکه کاموی انسان طاغی. شخصی که از جهان خارج بدور مانده و با حقیقت مرگ نزدیک خود روبرو شده‌است. پس نقطه مرگ، مقصد است؛ بگذارید آن را لرزه عریان رفتن به سمت تاریکی بنامیم. اینجاست که، بودن یا نبودن، یا هر چیز دیگری.
در سال ۲۰۰۷، شبکه تلویزیونی سی ان ان فهرست ۱۸ فیلم برتر تاریخ سینمای آسیا را منتشر کرد که ایکیرو به کارگردانی آکیرا کوروساوا نیز در میان آن‌ها بود. فیلم ایرانی گبه به کارگردانی محسن مخملباف محصول ۱۳۷۴ نیز در این فهرست قرار دارد.

## جوایز
ایکیرو موفق به دریافت سه جایزه و یک نامزدی شده‌است.
- برنده جایزه سنای برلین در چهارمین دوره جشنواره بین‌المللی فیلم برلین، سال ۱۹۵۳
- برنده جایزه کینما جونپو از جوایز کینما جونپو (بهترین فیلم)، سال ۱۹۵۳
- برنده جایزه از گردهم‌آیی فیلم ماینیچی (بهترین فیلم، بهترین فیلمنامه، بهترین صدابرداری)، سال ۱۹۵۳
- نامزد جایزه بفتا برای بهترین بازیگر خارجی (تاکاشی شیمورا)، سال ۱۹۶۰